# Bar Guiyyorà
Bar Guiyyorà (en hebreu: בַּר גִּיּוֹרָא) va ser una organització clandestina jueva de la Segona Aliyyà, precursora de Ha-Xomer.

## Història
El 28 de setembre de 1907 un grup d'activistes de Poalé Tsiyyon es va reunir en el petit apartament de Yitshaq ben Tseví a Jaffa. Al no haver-hi mobles, els homes es van asseure en el terra en cercle i van utilitzar un calaix com a escriptori. Inspirats per les idees d'Yisrael Xohat, es va acordar que l'única manera de complir el somni de convertir-se en una nació jueva era aixecar-se i afirmar-se a través de conrear i defensar la seva terra ells mateixos. L'estat de coses en els primers anys del segle XX en l'Imperi Otomà era tal, que els agricultors jueus empraven àrabs per treballar les seves finques i protegir-los, i al seu torn estaven subjectes als arrendataris. Hi havia llavors molt descontent i desil·lusió. El grup va decidir formar una organització per aconseguir els seus objectius. Van anomenar-se Bar Guiyyorà en nom d'un dels líders de la primera Revolta Jueva contra els Romans.
Com a lema van optar per una línia del poema de Yaaqov Cohen, ha-biryonim, que diu: "A sang i foc Judea va caure, a sang i foc Judea s'aixecarà una altra vegada". Aquest va ser un dels lemes dels defensors jueus durant els pogroms de l'Imperi Rus. Yisrael Xohat va ser triat com a líder del grup. Els membres van jurar en secret, disciplina, servei desinteressat, devoció a la causa i lleialtat. Totes les decisions havien de ser ratificades per vot unànime. El paper de Ben Tseví va ser promoure la causa i augmentar el suport a ella.
Cada membre havia d'haver tingut almenys un any d'experiència agrícola. El fer-se càrrec de custodiar la regió va ser ajornat fins que els membres de l'organització haguessin adquirit la suficient experiència i coneixement del territori. Van decidir operar en la Galilea i la majoria d'ells van formar part d'una comuna a Xajara (Ilaniyya). A continuació van vigilar les explotacions agràries a Xajara i a Masahe.
Quan l'organització ha-Xomer va ser creada en l'any 1909, Bar Giora va ser absorbida per ella. Els membres fundadors van ser Yisrael Xohat, Yitshaq ben Tseví, Méndel Portugalí, Yisrael Guiladí, Alexander Zaid, Yehzekiel Hankin, Yehzekiel Nissanov i Moshe Givoni.